# Casa Senyorial de Dzērve
La Casa Senyorial de Dzērve (en letó: Dzērves Muižas pils) és una casa senyorial a la històrica regió de Curlàndia, al municipi d'Aizpute a l'oest de Letònia.
L'edifici va ser construït en el segle xix. El 1905 va patir greus danys per un incendi, va ser reconstruït entre 1906 i 1912. L'edifici actualment allotja l'escola primària Dzērve.